# Kletnja
Kletnja (russisch Клетня́) ist eine Siedlung städtischen Typs in der Oblast Brjansk (Russland) mit 13.313 Einwohnern (Stand 14. Oktober 2010).

## Geographie
Die Siedlung liegt etwa 75 km westlich des Oblastverwaltungszentrums Brjansk und 30 km von der Grenze zu Belarus entfernt in einem ausgedehnten Waldgebiet. Sie befindet sich am Flüsschen Nadwa, das über Iput und Sosch zum Dnepr abfließt.
Kletnja ist Verwaltungszentrum des gleichnamigen Rajons Kletnja sowie Sitz der Stadtgemeinde Kletnjanskoje gorodskoje posselenije, zu der außerdem die umliegenden Dörfer Dednja, Krasny Dworez und Strujok sowie die Siedlungen Bystrjanka, Sanadwinski und beim 4., 7, 8. und 9. km der Mamajew-Zweigbahn (p. 4-j km Mamajewskoi sch/d wetki usw.) gehören.

## Geschichte
Der Ort entstand 1880 im Zusammenhang mit der forstwirtschaftlichen Erschließung des umliegenden Gebietes und hieß zunächst Ljudinka. 1918 wurde der Ort Verwaltungssitz einer Wolost des damaligen Ujesds Brjansk, 1929 eines Rajons. 1935 erhielt Kletnja unter dem heutigen Namen den Status einer Siedlung städtischen Typs.
Im Deutsch-Sowjetischen Krieg war Kletnja von August 1941 bis 20. September 1943 von der deutschen Wehrmacht besetzt. Das umliegende Gebiet war eines der Zentren der sowjetischen Partisanenbewegung.

### Bevölkerungsentwicklung
| Jahr | Einwohner |
| ---- | --------- |
| 1939 | 6.451     |
| 1959 | 9.574     |
| 1970 | 11.680    |
| 1979 | 12.436    |
| 1989 | 14.258    |
| 2002 | 13.936    |
| 2010 | 13.313    |

Anmerkung: Volkszählungsdaten

## Sehenswürdigkeiten
In der Siedlung steht die Kirche Wladimirs des Apostelgleichen (церковь Владимира Равноапостольного, zerkow Wladimira Rawnoapostolnowo) von 1983, die an Stelle einer abgebrannten Holzkirche aus den 1900er-Jahren errichtet wurde, als eine der wenigen aus der sowjetischen Periode. Im Ort befindet sich ein 1970 gegründetes Heimatmuseum.

## Wirtschaft und Infrastruktur
Kletnja ist Zentrum der Forstwirtschaft und der holzverarbeitenden Industrie.
Die Siedlung ist Endpunkt einer 1881 eröffneten, 43 km langen Nebenstrecke ab Schukowka an der Bahnstrecke Orjol – Brjansk – Smolensk, heute von der Moskauer Eisenbahn betrieben. Früher war diese Strecke Ausgangspunkt mehrerer (teils schmalspuriger) Forstwirtschaftbahnen, darunter der in Kletnja beginnenden, in ihrer Blütezeit bis zu 60 km langen, zuletzt breitspurigen Mamajew-Zweigbahn (Mamajewskaja wetka), deren letztes Teilstück erst nach 2000 stillgelegt wurde.
Straßenverbindung besteht über die 29 km lange Regionalstraße 15K-502 zur westlich von Schukowka verlaufenden Fernstraße R120 (früher A141) Orjol – Brjansk – Rudnja – belarussische Grenze.